# I Don't Wanna Know
I Don't Wanna Know è un brano musicale R&B prodotto e registrato da Mario Winans, comprendente un rap P. Diddy ed un campionamento di Boadicea di Enya. Il singolo è stato pubblicato il 25 maggio 2004.

## Descrizione
I Don't Wanna Know è stato scritto da Nicky Ryan, Roma Ryan, Chauncey Hawkins, Mario Winans e Lo Down e prodotto da Winans. Il brano, primo singolo estratto dall'album Hurt No More, ottenne un notevole successo più o meno in tutto il mondo, raggiungendo la prima posizione nel Regno Unito, la seconda negli Stati Uniti, in Australia ed in gran parte d'Europa, e rimane tutt'oggi il maggior successo di Winans. Il brano utilizza come base un campionamento di una canzone di Enya dal titolo Boadicea, dall'album The Celts, utilizzato anche nel brano di successo dei Fugees Ready or Not del 1996. 

## Video musicale
Il video prodotto per I Don't Wanna Know è stato diretto da Kevin DeFreitas e Chris Robinson,  prodotto dalla Lotus Filmworks, e trasmesso per la prima volta nella settimana del 29 marzo 2004. Il video mostra varie sequenze in cui Winans esegue il brano all'interno di vari ambienti del proprio appartamento, mentre si alternano flashback che lo vedono insieme ad una donna, presumibilmente una sua ex-fidanzata a cui il brano è dedicato. Nel brano compare, soltanto nel momento dei suoi versi, anche P. Diddy.

## Cover
Nel 2022, il produttore statunitense Metro Boomin realizza una cover del brano intitolata Creepin', la quale presenta le parti vocali eseguite dal cantante The Weeknd e dal rapper 21 Savage.

## Tracce
CD-Maxi Universal 986 237-3 (UMG) / EAN 0602498623732
1. I Don't Wanna Know - 4:22
2. Pretty Girl Bullsh*t - Mario Winans feat. Foxy Brown - 4:29
3. I Don't Wanna Know (Instrumental) - 4:24
4. I Don't Wanna Know (Video)

## Classifiche

### Classifica italiana
| Posizione | 17 | 8 | 7 | 8 | 5 | 6 | 5 | 8 | 6 | 6 | 8 | 8 | 8 | 14 | 9 | 13 |

### Classifiche internazionali
| Classifica (2004) | Posizione più alta |
| ----------------- | ------------------ |
| Billboard Hot 100 | 2                  |
| Regno Unito       | 1                  |
| Svizzera          | 2                  |
| Austria           | 6                  |
| Francia           | 4                  |
| Paesi Bassi       | 6                  |
| Belgio (Flanders) | 2                  |
| Belgio (wallonia) | 6                  |
| Svezia            | 11                 |
| Norvegia          | 2                  |
| Danimarca         | 3                  |
| Italia            | 5                  |
| Australia         | 2                  |
| Nuova Zelanda     | 3                  |